# Ladislau Simon
Ladislau Simon (n. 25 septembrie 1951, Târgu Mureș, România – d. 12 mai 2005, Târgu Mureș, România) a fost un luptător român de etnie maghiarâ, laureat cu bronz la Montreal 1976.

## Distincții
- Ordinul „Meritul Sportiv” clasa a II-a (18 august 1976) „pentru rezultatele deosebite obținute la Jocurile olimpice de vară de la Montreal – 1976, precum și pentru contribuția adusă la dezvoltarea activității sportive și la creșterea prestigiului sportului românesc pe plan internațional”[2]